# Högsta domstolen (Sverige)
Högsta domstolen (förkortat HD) är i Sverige den högsta instansen hos de allmänna domstolarna. Högsta domstolen är sista instans i tvistemål, brottmål och ärenden som har avgjorts av hovrätt.  Dess huvuduppgift är att skapa prejudikat (vägledande avgöranden).
Högsta domstolen grundades av Gustav III efter Riksdagen 1789, då man infört Förenings- och säkerhetsakten. Dess ställning är grundlagsfäst i regeringsformen. Ledamöterna skall vara minst 14 stycken och måste vara lagfarna domare. De tituleras justitieråd och utses av regeringen. Regeringen utser också en av dem till ordförande.
Fram till 1949 hade Högsta domstolen sina lokaler i de nuvarande Ordenssalarna på Stockholms slott. Därefter har domstolen haft sitt huvudsakliga säte i Bondeska palatset i Stockholm. Sedan juni 2004 är hela verksamheten samlad i palatset.
Hos de allmänna förvaltningsdomstolarna är Högsta förvaltningsdomstolen (tidigare regeringsrätten) högsta instans.

## Historia

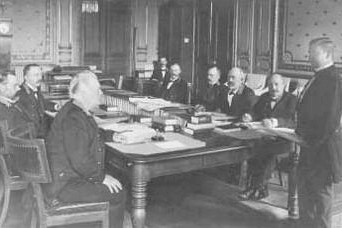
En avdelning av Högsta domstolen i Svärdsordens sal på Stockholms slott, ca 1900

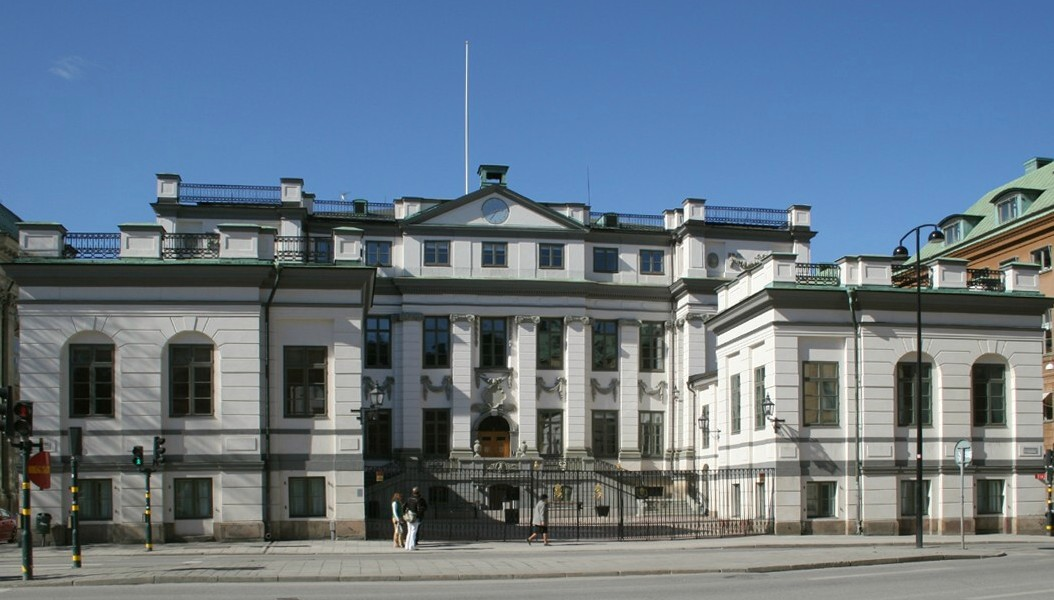
Högsta domstolen i Bondeska palatset

Konungens domsrätt, som omnämns redan i landskapslagarna, utövades ända till början av 1600-talet på ting i landsorten, räfst- och rättareting, eller vid konungens hov. Efter åtskilliga reformförsök under de första Vasakonungarnas tid (se Höga nämnden), uppdrogs konungens domsrätt enligt rättegångsordinantian av år 1614 åt en konungslig hovrätt, men redan följande år fick man rätt att begära revision av hovrättens dom hos Kungl. Maj:t.
Konungens domsrätt kom, bland annat enligt instruktion den 30 maj 1630, att utövas av riksrådet, sedermera i denna egenskap kallat Revisionsrätt eller Justitierevision.
Konungens domsrätt utfördes under frihetstiden och enligt 1772 års regeringsform av en avdelning av rikets råd, Justitierevisionen. Denna överflyttades sedan genom Förenings- och säkerhetsakten 1789 till ett särskilt ämbetsverk, Högsta domstolen. I detta ämbetsverk avgjordes alla justitierevisionsärenden och kungen hade två röster precis som han hade haft i rådet under frihetstiden.
Förordnandet för Högsta domstolen utfärdades den 15 maj 1789 och i detta föreskrevs att domstolen skulle bestå av tolv lagkunniga män, av vilka hälften skulle vara frälse, den övriga hälften ofrälse, samt lyda under riksdrotsens ordförandeskap. Ledamöterna tillsattes endast på ”behaglig tid” och fick behålla de ämbeten de haft innan.
I 1809 års regeringsform bibehölls Högsta domstolen som utövare av den högsta domarmakten men dess organisation förtydligades. Enligt § 17 i regeringsformens ursprungliga lydelse skulle kungens domsrätt uppdras åt 12 av honom utnämnda lagkunniga män, justitieråd, vilka fullgjort vad författningarna föreskriver dem, som kan användas i domarämbeten, samt ”i sådana värv ådagalagt insikt, erfarenhet och redlighet”. I § 22 föreskrevs hur många justitieråd som krävdes för att döma och hur domstolen därför arbetade i avdelningar. De tidigare regeringsformernas stadgande (§ 21) behölls: Kungen skulle även fortsättningsvis ha två röster de gånger han var med i överläggningarna i Högsta domstolen. (Kung Oscar II närvarade en gång, vid Högsta domstolens 100-årsjubileum 1889, och använde då sina två röster.)
Längre fram bestämdes att Högsta domstolen skulle arbeta med två avdelningar och utgöras av 16 justitieråd (kungliga stadgan av den 23 oktober 1860). Antalet ökades genom lagen av den 26 mars 1897 till 18 justitieråd, tidvis arbetande på tre avdelningar.
Ursprungligen fanns regeln om att hälften av ledamöterna skulle vara frälse och hälften ofrälse med i § 17 regeringsformen, men denna begränsning togs bort vid riksdagen 1844–1845 eftersom den stod i strid med § 28 i regeringsformen (som sade att kungen inte borde fästa avseende vid börd vid utnämningar). Innan dess hade man i regel adlat framstående jurister för att på så sätt uppnå hälftenkravet.
I § 5 i regeringsformen föreskrevs ursprungligen att justitiestatsministern alltid skulle vara ledamot av Högsta domstolen, men vid departementalstyrelsens införande vid riksdagen 1840–1841 upphävdes denna förening av ett statsråds- och ett domarämbete. 
Bestämmelsen om att kungen skulle ha två rösträtter upphävdes 1909. Samtidigt inrättades Regeringsrätten och då upphörde Högsta domstolens åliggande att granska lagförslag. Det överläts då istället åt Lagrådet, som bestod av ledamöter från både Regeringsrätten och Högsta domstolen.
Alla Högsta domstolens beslut utfärdades under 1809 års regeringsform i kungens namn, då förkortat Kungl. Maj:t, och utfärdades alltså med rikssigillet enligt § 23 i regeringsformen (eller med kungens underskrift, vilket kungarna avstod ifrån och som alltså nästan aldrig skedde). Detta förfarande upphörde i och med införandet av den nu gällande regeringsformen år 1974.
Se även Besvär, Lagrådet, Justitierevisionen, Nedre justitierevisionen, Högsta förvaltningsdomstolen, Regeringsrätten, Revision och Underställning.

## Överklagande
När ett mål har avgjorts av hovrätten kan det överklagas till Högsta domstolen. Domstolen beslutar först om prövningstillstånd, det vill säga om målet överhuvudtaget ska tas upp av Högsta domstolen. Om riksdagens ombudsmän (JO) eller justitiekanslern (JK) överklagar ett brottmål, måste dock Högsta domstolen ta upp fallet eftersom kravet på prövningstillstånd inte gäller för dem. Detta gällde tidigare även Riksåklagaren, men sedan 2004 behöver även denna prövningstillstånd i Högsta domstolen.
Prövningstillstånd får beviljas om Högsta domstolens beslut eller dom kommer att få betydelse som ledning för hur andra liknande fall skall bedömas. Målet ifråga skall ha prejudikatintresse. Prövningstillstånd får också i undantagsfall beviljas även om målet inte har intresse som prejudikat, till exempel om det finns grund för resning eller att domvilla förekommit eller att målets utgång i hovrätten uppenbarligen beror på grovt förbiseende eller grovt misstag.

## Resning
Part som vill att ett mål som en gång är avgjort av allmän domstol åter skall tas upp, kan ansöka om resning vid domstolen. För att resning skall beviljas krävs att nya omständigheter har framkommit som kan påverka domen.  
För part som inte har överklagat i rätt tid kan domstolen efter ansökan besluta om återställande av försutten tid.

## Högsta domstolen som första instans
Högsta domstolen ska som första domstol ta upp mål om ansvar eller enskilt anspråk på grund av brott som i utövningen av tjänsten eller uppdraget begåtts av statsråd, justitieråd, någon av riksdagens ombudsmän (JO), justitiekanslern (JK), riksåklagaren (RÅ), domare eller generaladvokat i Europeiska unionens domstol, vid denna domstol eller den som utövar något av dessa ämbeten eller av hovrättsdomare eller justitiesekreterare. 
Högsta domstolen skall vidare som första domstol pröva om justitieråd ska skiljas eller avstängas från sin tjänst eller vara skyldig att genomgå läkarundersökning.
Högsta domstolen är avslutningsvis även överklagandeinstans för ärenden där Advokatsamfundets disciplinnämnd  beslutat att utesluta en medlem ur samfundet.

## Handläggning
När ett mål tas upp får parterna lov att yttra sig. Vanligen får de inkomma med nya skrifter, och det händer även att yttranden inhämtas från olika experter eller myndigheter. Målet föredras av en justitiesekreterare som ansvarar för handläggningen med en noggrann utredning och ett förslag till hur Högsta domstolen skall döma i målet.
Handläggningen är vanligtvis enbart skriftlig (målet avgörs utan huvudförhandling). Då bedöms bevisen som framlagts i lägre instanser tillsammans med eventuella nya inlagor. 
I de fall huvudförhandling hålls kommer parterna med sina ombud och i brottmål även åklagaren att närvara. Särskilda regler gäller för om vittnen som redan hörts i lägre instanser skall höras igen eller om enbart deras tidigare vittnesmål skall ligga till grund för bedömningen.

## Domstolens sammansättning
Domstolens justitieråd och deras tillträdesår:
- Anders Eka (2013, ordförande i Högsta domstolen sedan 2018)
- Gudmund Toijer (2007, ordförande på avdelning sedan 2016, förväntad avgång 31 mars 2025)[4]
- Agneta Bäcklund (2010)
- Svante O. Johansson (2011)
- Dag Mattsson (2012)
- Stefan Johansson (2016), utsedd till ordförande på avdelning med start 1 april 2025)[4]
- Petter Asp (2017)
- Malin Bonthron (2017)
- Eric M. Runesson (2018)
- Stefan Reimer (2019)
- Cecilia Renfors (2019)
- Johan Danelius (2020)
- Jonas Malmberg (2022)
- Christine Lager (2022)
- Anders Perklev (2023)
- Margareta Brattström (2023)
- Katrin Hollunger Wågnert (2025)

I domstolen finns även cirka 30 justitiesekreterare, som ansvarar för målens beredning.

## Lista över ordförande i Högsta domstolen
- 1948–1948: Einar Stenbeck
- 1948–1952: Axel Afzelius
- 1952–1958: Ragnar Gyllenswärd
- 1958–1963: Carl Gustaf Hellquist
- 1963–1969: Nils Beckman
- 1969–1973: Sven Romanus
- 1973–1976: Sven Edling
- 1977–1979: Otto Petrén
- 1979–1984: Bengt Hult
- 1984–1986: Carl Holmberg
- 1986–1990: Olle Höglund
- 1990–1992: Sven Nyman
- 1992–1998: Anders Knutsson
- 1998–2002: Torkel Gregow
- 2002–2007: Bo Svensson
- 2007–2010: Johan Munck
- 2010–2016: Marianne Lundius
- 2016–2018: Stefan Lindskog
- 2018–: Anders Eka